# Marcella Rietschel
Marcella Rietschel (* 20. November 1957 in Stuttgart) ist eine deutsche Psychiaterin und Hochschullehrerin. Sie ist seit 2011 Mitglied der Leopoldina.

## Werdegang
Rietschel studierte von 1977 bis 1984 Humanmedizin an der Universität Marburg. Sie arbeitete dort anschließend bis 1987 als Assistenzärztin an der Chirurgischen Universitätsklinik und wurde dort 1988 bei Werner Slenczka promoviert.
Anschließend wechselte sie als wissenschaftliche Assistentin an das Institut für Humangenetik an der Rheinischen Friedrich-Wilhelms-Universität Bonn, wo sie bis 1991 tätig war. Anschließend absolvierte sie bis 1995 an der Bonner Universitätsklinik die Ausbildung zur Fachärztin für Psychiatrie. Im Jahr 1995 wurde sie Oberärztin an der Psychiatrischen Klinik der Universität Bonn und Leiterin der Arbeitsgruppe „Genetische Epidemiologie in der Psychiatrie“. 1996 erwarb sie die Zusatzbezeichnung Medizinische Genetik und wurde 1998 Fachärztin für Psychiatrie und Psychotherapie. 2000 habilitierte sie sich im Fach Psychiatrie und Psychotherapie bei Wolfgang Maier.
Seit 2002 leitet Rietschel die Abteilung „Genetische Epidemiologie in der Psychiatrie“ am Zentralinstitut für Seelische Gesundheit in Mannheim.

## Forschung
Rietschel befasst sich mit den genetischen Faktoren psychischer Erkrankungen (hauptsächlich bei Affektiven Störungen, Schizophrenie und Alkoholabhängigkeit). Sie interessiert sich dabei für den Zusammenhang zwischen dem Genotyp und dem Phänotyp (Phänotyp-Genotyp-Korrelationen) bei diesen Erkrankungen. So haben sie und ihre Forschungsgruppe mehrere genetische Varianten identifiziert, die mit Schizophrenie, Alkoholabhängigkeit oder auch Depressionen verknüpft sind. Sie konnte aber auch Umweltfaktoren, wie das Leben und Aufwachsen in Großstädten, als Risikofaktor für die mentale Gesundheit identifizieren.
Rietschel befasst sich auch mit den ethischen Aspekten, die die genetisch-psychiatrischen Forschung mit sich bringt.

## Auszeichnungen und Ehrungen
- 2011 wurde Marcella Rietschel Mitglied (Matrikel-Nr. 7440) in der Sektion Neurowissenschaften der Nationalen Akademie der Wissenschaften Leopoldina[7]
- 2014 wurde sie Mitglied der Heidelberger Akademie der Wissenschaften.[8]